# Lohuec
Lohuec är en kommun i departementet Côtes-d'Armor i regionen Bretagne i nordvästra Frankrike. Kommunen ligger i kantonen Callac som tillhör arrondissementet Guingamp. År 2022 hade Lohuec 246 invånare.

## Befolkningsutveckling
Antalet invånare i kommunen Lohuec
Referens:INSEE